# Efimova (inslagkrater)
Efimova is een inslagkrater op de planeet Venus. Efimova werd in 1985 genoemd naar de Russische artieste en poppenspeelster Nina Simonovitsj-Jefimova (1877-1948).
De krater heeft een diameter van 26,5 kilometer en bevindt zich in het quadrangle Snegurochka Planitia (V-1).